# Aonach Beag
Ne doit pas être confondu avec Aonach Mòr.
L'Aonach Beag est une montagne du Royaume-Uni située en Écosse, dans les monts Grampians, à trois kilomètres à vol d'oiseau à l'est du Ben Nevis.
La montagne a la particularité de présenter sur sa face nord un des rares névés permanents d'Écosse. Il se trouve dans une combe à une altitude d'environ 950 mètres.
Un des moyens d'accéder au sommet est d'emprunter le télécabine de la station de sports d'hiver de l'Aonach Mòr jusqu'à une altitude de 650 mètres, de gravir l'Aonach Mòr puis de suivre l'arête reliant les deux sommets pour arriver à l'Aonach Beag.

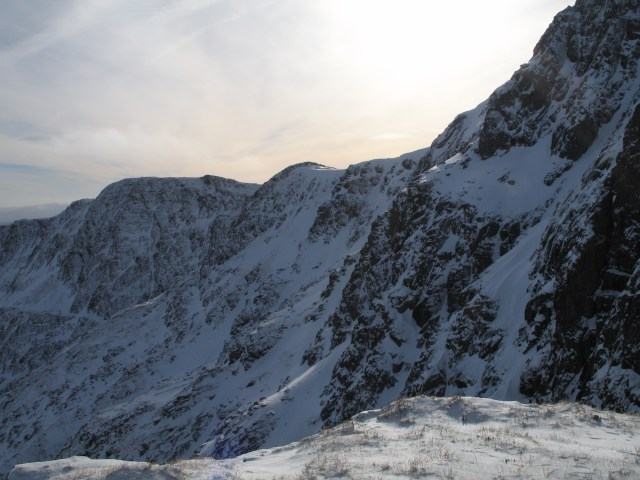
Vue d'An Aghaidh Gharbh, la face est de l'Aonach Beag située juste sous le sommet (non visible sur la droite).